# Qutugku Khan

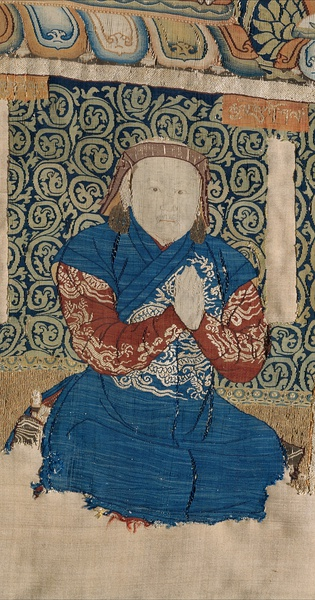
Qutugku Khan

Qutugku Khan (Qoshila, mongolisch ᠬᠥᠰᠯᠡᠨ; * 1300; † 30. August 1329 in der damaligen „Mittleren Hauptstadt“ (元中都), der heutigen Gemeinde Mantouying (馒头营乡) im Kreis Zhangbei der Stadt Zhangjiakou in der Provinz Hebei) war ein mongolischer Khagan und unter dem Namen Mingzong (明宗,  Míngzōng) Kaiser der Yuan-Dynastie und Khagan der Mongolen. Er regierte nur etwa sechs Monate.

## Leben
Der ältere Sohn Khaischans wurde von seinem Onkel Ayurparibhadra verdrängt, nachdem sein Vater diesen in der Thronfolge vorgezogen hatte. Nach einem erfolglosen Putschversuch floh er 1316 zu den Tschagatai, unter deren Schutz er sich am Altai niederließ.
Nach dem Staatsstreich des Militärs El/Yang Temür in Peking 1328 rückte er mit Hilfe der Tschagatai auf Karakorum vor und ließ sich dort zum Kaiser ausrufen. Sein jüngerer Bruder Toqa Timur, der sich mit El Temürs Hilfe zwischenzeitlich in China durchgesetzt hatte, dankte zu seinen Gunsten ab. Aber El Temür war mit dieser Regelung (die ihn um seinen Einfluss gebracht hätte) nicht zufrieden und vergiftete den Khagan bei einem Treffen in Schan-tu. Toqa Timur trat nun erneut die Regierung an.